# Star (revista)
Star fue una revista de historietas publicada en Barcelona, España por Producciones Editoriales desde 1974 hasta 1980, cuyos directores fueron Juan José Fernández y luego Karmele Marchante. Contó con 57 números, dedicados fundamentalmente al comix y la contracultura. Junto a Ajoblanco, constituyó el principal referente de la incipiente prensa alternativa de la Transición española.

## Trayectoria
Su decimotercer número, en cuya portada aparecía El Gato Fritz perseguido por la policía, fue secuestrado por las autoridades. Tras su número quince, fue cerrada por el Gobierno durante un año. Su número de reaparición, el 16, volvió a ser secuestrado en julio de 1976 por orden judicial ante la posibilidad de escándalo público.
Star cerró definitivamente en 1980, aunque la editorial produjo Bésame mucho en su lugar. 

## Contenido
Entre sus autores extranjeros, destacan S. Clay Wilson, Richard Corben, Robert Crumb y Gilbert Shelton. También publicó a autores nacionales como Ceesepe con su serie Slober; "Morera el Hortelano" "Pérez Sánchez" o "Miracle-Goldwin-Martin", Gallardo, y Mariscal, a los que —hecho excepcional en este tipo de revistas hasta la aparición de El Víbora— pagaba por su trabajo.
En palabras de Moncho Alpuente, sus primeros números constituyeron «un continuo ataque frontal al llamado buen gusto y sus viñetas pueden producir considerables pesadillas a los no iniciados».
| Años | Números     | Título          | Autoría                                                  | Procedencia  |
| ---- | ----------- | --------------- | -------------------------------------------------------- | ------------ |
| 1975 | 12, 16, 30, | Slober          | Ceesepe                                                  |              |
| 1975 | 13, 29      | El gato Fritz   | Robert Crumb                                             |              |
| 1976 | 17, 18,     | Gwendoline      | John Willie                                              |              |
| 1977 | 21          | Los garriris    | Mariscal                                                 |              |
| 1977 | 23          | Wonder Wart-Hog | Gilbert Shelton                                          |              |
| 1979 | 53          | Sophie comics   | Carlos Sampayo/José Muñoz                                |              |
| 1980 | 54          | Makoki          | Miguel Ángel Gallardo/Juanito Mediavilla/Felipe Borrallo | Disco-Exprés |

## Valoración crítica
Para la teórica Francisca Lladó supuso "el primer intento estructurado y coordinado para dar a conocer nuevas formas de expresión injustamente desconocidas o marginadas durante los años de la dictadura", formando parte del llamado «boom del cómic adulto en España».